# Иржична, Эва
prof. ing.arch Эва Иржична (чеш. Eva Jiřičná; род. 3 марта 1939[…], Злин[…]) — британский и чешский архитектор и дизайнер.
Известна в основном благодаря интерьерам модных магазинов и бутиков в Лондоне и Нью-Йорке. Имеет свою студию-мастерскую в Лондоне (Eva Jiricna Architects Limited) и Праге (AI Design Praha). С 1996 года профессор. Ведет ателье в Высшей школе прикладного искусства. В 2007 году была председателем международной комиссии в конкурсе за Национальную библиотеку на Летне(чеш.).
Её творчество характеризуется сочетанием архитектуры и инженерного дела с применением стеклянных и стальных конструкций. Созданный ей стиль является комбинацией модернистских направлений Восточной Европы и Хай-тек Западного мира.
Эва была партнером архитектора Яна Каплицкого до того, как он познакомился со своей женой Элишкой.

## Биография
Окончила Чешский технический университет, специальность архитектура, потом училась в Академии изобразительных искусств у Ярослава Фрагнера, с 1967 года работала в Пражском ÚBOK (Институт в Чешской республике, изучающий теоретические вопросы образцов потребительских товаров. Занимался культурой одежды, квартирным вопросом и проводил государственные тесты качества новой продукции. Основан в 1959 году).
В 1968 году уехала на стажировку в Лондон, получив приглашение от the Greater London Council's School Division. В том же году чешское правительство назвало её перебежчицей и запретило вернуться. Следующие 10 лет Эва проработала в мастерской Louis de Soisson, где проектировала порт в Брайтоне и получила большой опыт работы с современными материалами и технологиями.
С 1982 по 1984 являлась главой команды, занимающейся дизайном интерьеров штаб-квартиры компании Ллойд (Lloyd's of London headquarters) под руководством архитектора Ричарда Роджерса. В 1984 комиссия по модернизации Harrod's "Way-In" department позволила Эве начать самостоятельную деятельность, архитектор завершала этот проект в сотрудничестве с Яном Каплицким и его бюро Future systems.
В 1986 году Эва основала свою фирму Eva Jiricna Architects, которая быстро привлекла внимание дизайном для бутиков Joseph и Joan & David shoes, двух долгосрочных клиентов.
Меньше чем через десять лет портфолио её компании включало длинный перечень реализаций частных резиденций, розничных фирм, выставочных инсталляций, офисных интерьеров, транспортных терминалов. Эва Иржична публиковалась в каждом  журнале о дизайне, преподавала в Англии и Штатах и получила многочисленные международные награды.

## Некоторые награды
- 2009 За пожизненный вклад в архитектуру. Министерство культуры Чехии.
- 2004 Royal Fine Arts Commission Trust / BSB Building of The Year Award- The Magic Flute Mozart Terrace, Ebury Street, London
- 2004 St. Anne`s Church, Prague. Obec Architectů. Society of Czech Architects: Grand Prix — Category Reconstructions Certificate of Merit
- 2004 United Kingdom Jewellery Awards 2004 — Best Store Design of The Year — Boodles $ Dunthorne, Liverpool
- 2003 The American Institute of Architects AIA / London UK Chapter — Design Excellence Award — Hotel Josef, Prague Czech Republic
- 2003 Obec Architectů. Society of Czech Architects: Grand Prix — Category of Architectural Design — Hotel Josef, Prague Czech Republic
- 2001 The Integrated Transport Award — Canada Water Bus Interchange, Southwark, London
- 2000 40th Anniversary Civic Trust Awards / Commendation — Canada Water Bus Interchange, Southwark, London
- 2000 Structural Steel Wards / Commendation — Canada Water Bus Interchange, Southwark, London
- 2000 40th Anniversary Civic Trust Awards / Worthy Contribution — Kimberlin Library Extension, DeMonfort University, Leicester
- 2000 Mayor of Prague Award for Design Excellence in Architecture — The Orangery, Prague`s Castle, Prague, Czech Republic
- 1991 Interiors Design Awards (United States of America) Browns Nightclub, Great Queen Street, London
- 1990 Design Week Award for Retail Environment 1st Place — Joseph Sloane Street, London
- 1990 Interior Magazine Award / Retail Category 1st Place — Joseph, Sloane Street, London
- 1989 D $ AD Silver Award for Interiors — Alex Boutique, Florence Italy
- 1989 Interiors Retail Awards: 1st Place — Alex Boutique, Florence, Italy
- 1989 NAS Retail Award & Design Prize — Joseph, Fulham Road, London
- 1983 AD Award for Interior Design — Eva Jiricna, Belsize Park, Apartment, London
- 1982 AD Award for Retail Design — Kenzo, Sloane Street, London
- 1982 AD award for Interior Design — Joseph Ettedgui, Sloane Street Apartment, London
- 1981 Award for Interior Design Joseph Ettedgui, Sloane Street Apartment, London

См. также полный список на сайте.

## Известные работы
- Канада-Уотер(англ., нем., чеш.) — станция метро в Лондоне, 1999

### В Чехии
- Оранжерея Королевского сада в Праге, 1999
- Университет Томаша Бати(чеш., англ., нем.) в Злине
  - Университетский центр[7], 2008
  - Факультет прикладной математики(чеш.)
  - Факультет Гуманитарных наук — проект
- Собор Святой Анны (Прага)(чеш.), 2004
- Hotel Josef в Праге, 2002
- Квартира на Воршилской улице в Праге, 1999
- Интерьер квартиры на Дивадельной улице в Праге, 1999
- Мостик через улицу Колиште в Брне, 1997
- Andersen Consulting (Танцующий дом) — соавторство в интерьере, 1997